# Program Promocji Jakości
Program Promocji Jakości (PPJ) jest kontynuacją inicjatywy zapoczątkowanej przez Polską Nagrodę Jakości. Został uruchomiony w 1992 roku przez Ministerstwo Przemysłu i Handlu. Podstawą do przeprowadzenia w ramach programu intensywnych działań informacyjnych, szkoleniowych i promocyjnych ukierunkowanych głównie na normy serii ISO 9000 była konieczność dostosowania polskiej gospodarki do realiów rynków zagranicznych. Za priorytet programu przyjęto upowszechnianie w organizacjach podejścia systemowego do jakości, zgodnego ze standardami międzynarodowymi, a także promowanie akredytacji i certyfikacji, czyli tworzenie w polskim biznesie kultury jakości. Włączenie przez Unię Europejską normy ISO 9000 do działań mających na celu eliminowanie barier w swobodnym przepływie towarów stało się dodatkowym bodźcem do intensyfikacji działań promocyjnych i zaowocowało rozszerzeniem programu i objęcie nim promocji standaryzacji w ramach dwóch innych gałęzi norm, czyli wpływu na środowisko naturalne (ISO 14000) oraz norm z zakresu bezpieczeństwa pracy (OHSAS 18000). Program podobnie jak Polska Nagroda Jakości popularyzuje strategie zarządzania oparte na jakości, takie jak TQM oraz Model Doskonałości EFQM.
Realizacja celów PPJ odbywa się poprzez upowszechnianie informacji o korzyściach wynikających z wdrożenia systemów zarządzania zgodnych z wymaganiami norm międzynarodowych oraz o systemach akredytacji i certyfikacji. Udostępniane są również informację ułatwiające projektowanie, wdrażanie i utrzymanie systemów zarządzania, a także ich certyfikację.